# ハーマン (ガス器具メーカー)
株式会社ハーマン（英: Harman Co., Ltd.）は、主にガスを使った調理器具や給湯設備などを製造するメーカー。

## 概要
長年大阪ガスグループだったが、現在は風呂釜販売が中心のノーリツグループに属している。本社は大阪府大阪市此花区春日出南三丁目2番10号で、業界有数の大手企業である。
1986年（昭和61年）、当時大阪ガスグループだった陽栄製作所（商標「ダンホット」、湯沸器、風呂釜主体）とターダ（旧：多田金属工業、ガスコンロ、オーブン主体）が合併して誕生した。新しい技術を取り入れることに対して積極的であり、特にターダ時代におけるガスコンロについてはビルトインコンロや両面焼きグリルなど、当時としては先駆けとなった機能が多い。
2001年（平成13年）には製造部門を株式会社ハーマンプロとして分社化し、株式会社ハーマンは販売主体となったが、2011年（平成23年）に両社合併（製販一体化）により、株式会社ハーマンとして再出発した。
社名のHarmanは造語であり、人（human）に、hard（設備）とharmony（調和）を合わせたものである。
現在、ノーリツの給湯器と共にガスコンロをTOTO、ノーリツ、大阪ガスへOEM供給している。

## 沿革
- 1930年 - 株式会社陽栄製作所創業。ブランド名はYOY⇒ダンホット。
- 1950年 - 多田金属工業株式会社創業。ブランド名はターダ。
- 1977年 - 多田金属工業株式会社、株式会社ターダに社名変更してブランド名と統一。
- 1986年 - 株式会社陽栄製作所と株式会社ターダが合併して、株式会社ハーマンが発足。
- 2001年 - 製造部門を株式会社ハーマンプロ、販売部門を株式会社ハーマンに分割して、株式会社ノーリツと業務・資本提携する。
- 2011年 - 株式会社ハーマンと株式会社ハーマンプロが合併、株式会社ハーマンとして再出発。

## 主な商品
- ガス器具
  - ガスコンロ
  - ビルトインオーブン
  - 床暖房装置(TES)
  - 浴室暖房装置(TES)
- 住宅設備機器
  - 食器洗い乾燥機
  - 浄水器

など

## かつての提供番組
- 陽栄製作所（ダンホット）時代
  - 服部半蔵 影の軍団（関西テレビ・フジテレビ系）
  - 旅がらす事件帖（関西テレビ・フジテレビ系）

ほか
- ターダ時代
  - MBS水10ドラマ（MBS・TBS系）

ほか

## 関連会社
- 株式会社福岡ライフ
- 株式会社SNK　大阪本社
- 株式会社SNK　東京本社（旧　株式会社田形工業）